# Tears From The Sun
Con este CD VaniShine quiere mostrar algunas de las canciones que les han acompañado todo este tiempo. Canciones que representan momentos en el tiempo y que forman parte del camino que han seguido. Algunas de ellas ya se han tocado en escenarios y han sido creadas en diferentes etapas de la banda.
Han escogido canciones creadas hace años, que no se pudieron grabar entonces porque las circunstancias no eran apropiadas. Así como compuestas ese mismo año.

## Información
Este CD ha sido completamente autoproducido por la banda. 

## Lista de canciones
| Pista | Título                  | Tiempo |
| ----- | ----------------------- | ------ |
| 1     | Intro-spection          | 1:04   |
| 2     | The hour before dawn    | 4:36   |
| 3     | See you again           | 4:17   |
| 4     | Forge of destiny        | 4:18   |
| 5     | A step closer to heaven | 4:05   |
| 6     | False sense of security | 4:15   |
| 7     | My place in this word   | 4:15   |
| 8     | Tears from the sun      | 4:56   |

## Alineación
- Sheila - Voces
- Álvaro - Guitarra
- Gaizko - Bajo
- Monty - Batería